# ليا رابين

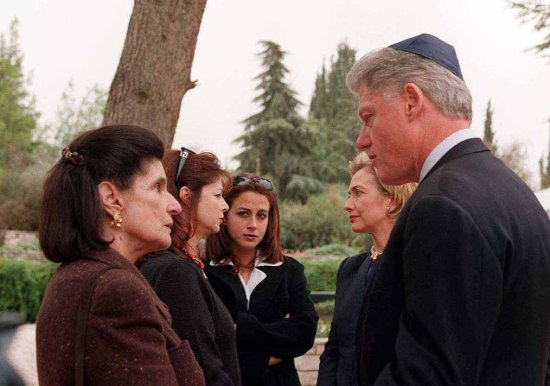
ليا رابين وعائلتها يجتمعون مع بيل وهيلاري كلينتون، 1998

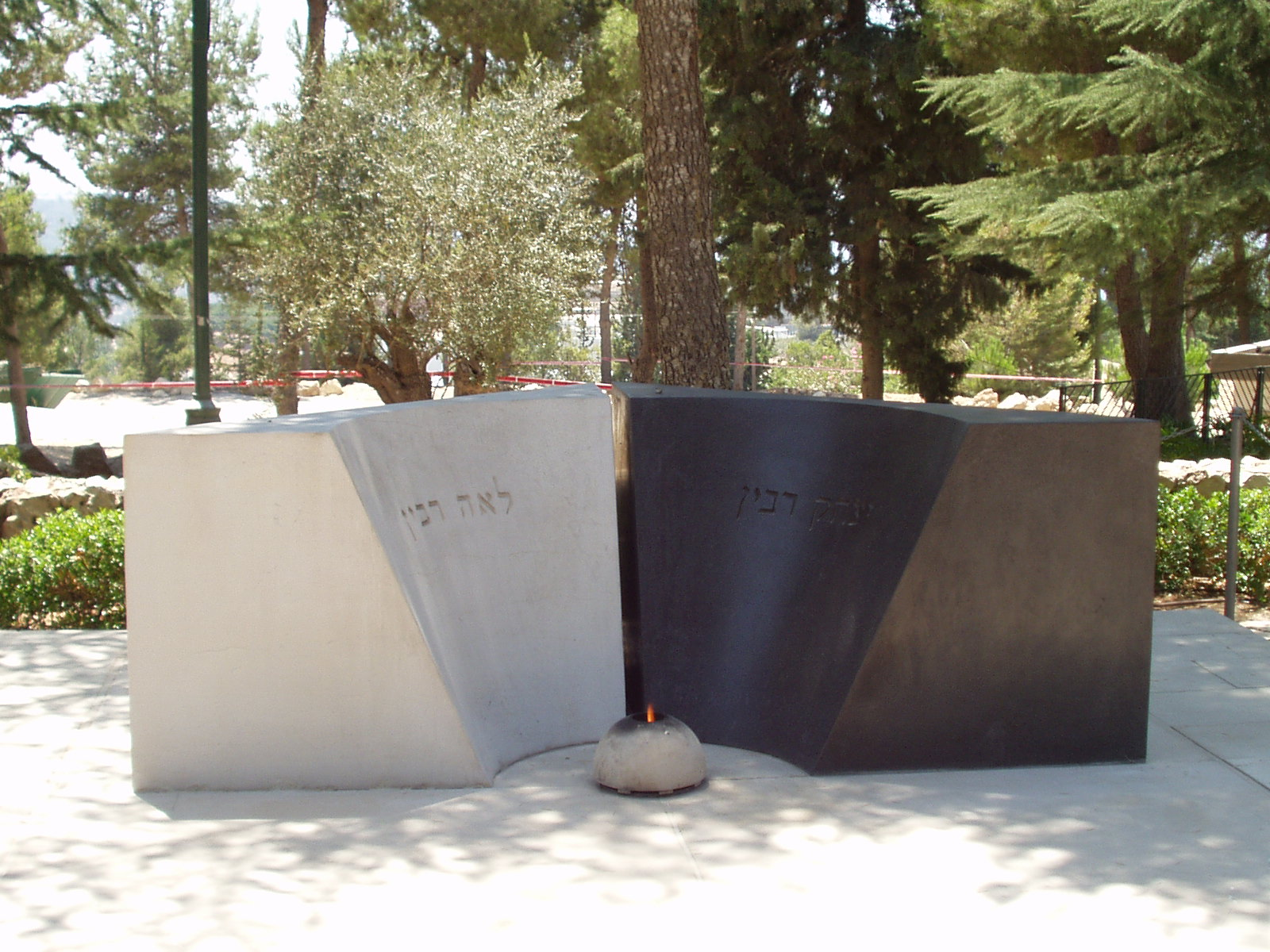
قبر إسحاق وليا رابين على جبل هرتسل

ليا رابين Leah Rabin (بالعبرية: לאה רבין‏) (مولودة بلقب Schloßberg) (8 أبريل 1928 - 12 نوفمبر 2000) زوجة رئيس الوزراء الإسرائيلي إسحاق رابين، الذي اغتيل عام 1995.

## حياتها
ولدت ليا رابين باسم ليا شلوسبرغ في مدينة كونيغسبرغ في شرق بروسيا في ألمانيا (وهي حاليا مدينة كالينينغراد في روسيا)، في عائلة من الطبقة المتوسطة العليا من أبوين روسيي المولد. وبعد انتخاب أدولف هتلر مستشارًا لألمانيا في عام 1933، هاجرت شلوسبرغ مع عائلتها إلى فلسطين تحت الانتداب البريطاني. وكان والدها قد اشترى قطعة أرض بالقرب من منطقة بنيامينا في رحلته الأولى إليها عام 1927. والتقت بزوجها المستقبلي، إسحاق رابين، في المدرسة. وتزوجا عام 1948 وهو عام استقلال إسرائيل.
أصبح يتسحاق رئيس الوزراء عام 1974 بعد استقالة غولدا مئير. وفي عام 1975، ترأست ليا رابين الوفد الإسرائيلي في المؤتمر العالمي للمرأة. وكان من ضمن الحاضرين لهذا المؤتمر كل من الأميرة أشرف بهلوي، الشقيقة التوأم لشاه إيران، وإيميلدا ماركوس، زوجة رئيس الفلبين؛ وباربرا كاسل، وزيرة الدولة لشئون الصحة والخدمات الاجتماعية في بريطانيا العظمى (والمرشدة السياسية لمارجريت تاتشر)؛ وجيهان السادات، زوجة الرئيس المصري أنور السادات. وحضر سياسيون كثيرون كرؤساء للوفد مما جعل المؤتمر ساحة للنزاعات الدولية بدلاً من منتدى حول القضايا الإنسانية أو الاجتماعية أو التربوية.
وعندما وصلت ليا رابين إلى المنصة، «غادر 35 وفدا القاعة» مع مئات المندوبين من إفريقيا وآسيا وأمريكا اللاتينية والكتلة السوفيتية. وكان على ليا رابين أن تنتظر انتهاء «الخروج الجماعي» لتبدأ الحديث. وقد أدى هذا الشكل من العنف ضد إسرائيل إلى جعلهم يخشون أن تحتج وفود الدول العربية ودول حركة عدم الانحياز الأخرى على مشاركة إسرائيل في المؤتمر. ولكن ذلك لم ذلك، لكن مسودة ما يعرف بـ إعلان المكسيك في 30 يونيو تضمنت بالفعل دعوة للقضاء على الصهيونية.
وفي وقت لاحق تبنت الجمعية العامة للأمم المتحدة، بضغط من الدول العربية، والكتلة السوفيتية وحركة عدم الانحياز، القرار رقم 3379، الذي اعتبر الصهيونية حركة عنصرية وقارنها بنظام الفصل العنصري في جنوب إفريقيا، الذي يمارسه الأقلية البيضاء الحاكمة ضد الأغلبية السوداء المحكومة. ونهجت تلك الدول أسلوب ومنطق صراعات الحرب الباردة. وأسفر التصويت عن أغلبية في الأمم المتحدة منظمة لإدانة إسرائيل بشكل منهجي في قرارات مثل: 3089، 3236، 32/40، بجانب أشياء أخرى.
وبعد ثلاث سنوات من تعيين إسحاق رابين، في عام 1977، كشف الصحفي دان مارغليت الصحفي في صحيفة هاآرتس الإسرائيلية وهي من أهم الصحف في إسرائيل، كشف عن حساب مصرفي أمريكي (غير قانوني في ذلك الوقت في إسرائيل) تملكه ليا رابين. وبسبب تلك الفضيحة قرر زوجها تحمل المسؤولية واستقال من منصبه. وصارت تلك القضية تعرف باسم قضية حساب الدولار.
دعمت ليا رابين جهود زوجها للسلام في الصراع الإسرائيلي الفلسطيني وعملت أكثر من أجل إيجاد حل للصراع المزمن بعد اغتياله.  وألفت كتابًا عن ذكرياتها مع زوجها صدر عام 1997 بعنوان «رابين: حياتنا وإرثه».
وقامت ليا رابين بتأييد شيمون بيريز سياسياً في انتخابات عام 1996، ودعت الناس للتصويت له حتى لا تذهب وفاة زوجها «عبثا». وأعربت عن خيبة أملها بعد أن خسر بيريز الانتخابات أمام بنيامين نتنياهو. وفي انتخابات 1999 أيدت إيهود باراك. لكن خلال فترة رئاسة باراك للوزراء، غيرت رأيها عنه. حيث كانت منزعجة جدا وبشكل خاص من حقيقة أنه كان يتفاوض على تسوية إقليمية في القدس مع الفلسطينين.
أصيبت ليا رابين بمرض سرطان الرئة، وعانت بسببه كثير إلى أن توفيت في مركز رابين الطبي في مدينة بتاح تكفا عام 2000 عن عمر يناهز 72 عامًا ودُفنت في جبل هرتسل في القدس بجانب زوجها إسحاق رابين، وذلك بعد أيام قليلة من الذكرى الخامسة لاغتيال زوجها إسحاق رابين. 
أنجبت ليا رابين من زوجها إسحاق رابين ابنة هي داليا رابين بيلوسوف، وهي سياسية انتخبت عضوة في الكنيست عن حزب الوسط «الطريق الجديد» وكذلك حزب العمل، وشغلت منصب نائب وزير الدفاع الإسرائيلي.